# NML Cygni
NML Cygni oder V1489 Cygni ist ein Roter Hyperriese, der sich im Sternbild Schwan befindet. NML Cygni ist einer der größten bekannten Sterne. Es wird vermutet, dass er der Cyg-OB2-Assoziation angehört.

## Größe
Für die Radiophotosphäre wurde durch astrometrische Messungen ein Durchmesser von 44 mas (Milliwinkelsekunden) bestimmt. Für ein bestimmtes Modell des Sterns wurde ein Radius von 3700 Sonnenradien berechnet.

## Name
Der erste Namensteil NML geht auf die Entdecker Neugebauer, Martz und Leighton zurück, die ihn 1965 entdeckten. Der zweite Namensteil Cygni entspricht dem Genitiv des Namens des Sternbildes Schwan: Cygnus.